# O Oceano no Fim do Caminho
O Oceano no Fim do Caminho (em inglês:  The Ocean at the End of the Lane) é um romance do autor Neil Gaiman. Foi publicado em 18 de junho de 2013 através da editora William Morrow and Company e segue a história de um homem que regressa à sua terra Natal para um funeral e recorda os eventos estranhos que ali ocorreram quarenta anos antes.
Os temas de O Oceano no Fim do Caminho incluem a procura da identidade própria e a "separação entre a infância e a vida adulta".
Entre outras distinções, o romance foi considerado o Livro do Ano no Reino Unido através de uma votação promovida pelos National Book Awards.

## História
O livro começa com o narrador e protagonista (que nunca revela o seu nome) a regressar à sua terra Natal para um funeral. Aí visita a casa onde ele e a sua irmã cresceram e lembra-se de uma menina chamada Lettie Hempstock que dizia que o pequeno lago nas traseiras da sua casa era um oceano. Ele para na casa onde Lettie vivia com a sua mãe e a sua avó e começa a recordar-se de incidentes do passado que julgava esquecidos.
A narrativa principal tem início quando o narrador recorda uma vez em que um mineiro de opala que estava hospedado na sua casa rouba o carro do seu pai e se suicida no banco traseiro depois de ter perdido todo o dinheiro dos amigos no jogo. Esta morte permite que um ser sobrenatural ganhe acesso ao nosso mundo, distribuindo dinheiro às pessoa de forma desagradável.
Depois de uma moeda ficar presa na garganta do narrador durante a noite, fazendo com que este se engasgue, ele pede ajuda a Lettie. Ela aceita ajudá-lo e insiste que ele a acompanhe na viagem necessária para encontrar o espírito e prendê-lo. Depois de lhe pedirem para ele não largar a mão de Lettie, num momento de surpresa o narrador fá-lo e, nesse instante, algo entra no seu pé. Assim que regressa a casa, ele retira o que parece ser uma minhoca do seu pé, mas um bocado dela fica dentro dele.
No dia seguinte a mãe do narrador diz-lhe que conseguiu encontrar um emprego e que uma mulher chamada Ursula Minkton vai tomar conta dele e da sua irmã. O narrador desenvolve antipatia por ela num instante e apercebe-se em pouco tempo de que a mulher é a minhoca que ele tinha retirado do pé. Ela usou-o para sair do local que ele e Lettie tinham visitado e vive agora na sua casa. Ursula começa imediatamente a dar-se bem com a família do narrador. Consegue a simpatia da sua irmã e seduz o seu pai enquanto ele é afastado da sua família e quase é afogado na banheira pelo seu pai enquanto Ursula observa.
A partir daí, o narrador passa a maioria do seu tempo fechado no seu quarto para evitar encontrar-se com Ursula. Assustado, ele consegue fugir numa noite. Ele chega com alguma dificuldade à quinta das Hempstock e aí as três cuidam dele e retiram o buraco da minhoca do seu pé, algo que Ursula tinha deixado e que serve para ela escapar. Lettie e o narrador confrontam Ursula que recusa as ofertas de Lettie para se ir embora em paz para um mundo que não seja tão perigoso para ela. Ursula recusa-se a acreditar que exista algo no mundo que a possa afetar, no entanto ela é atacada e eliminada por "hunger birds", entidades cujo proósito é parecido com o de predadores. Eles insistem em comer o coração do narrador, uma vez que este ainda contém um pedaço do buraco de minhoca de Ursula. As Hempstocks levam o narrador para a segurança da sua quinta através do oceano localizado nas traseiras da sua casa e que Lettie carrega num balde. Enquanto está submergido no oceano, o narrador compreende a natureza de todas as coisas, mas a sua memória disso desaparece quando sai de lá.
As Hempstock prometem manter o narrador a salvo, mas os "hunger birds" começam a comer o mundo dele para o forçar a sair da propriedade. Este plano mostra-se eficaz e o narrador tenta sacrificar-se. No entanto, Lettie coloca-se entre ele e os "hunger birds". A avó de Lettie ameaça aniquilar os "hunger birds" a quem se refere como "vermes", caso eles não vão embora. Eles obedecem, mas Lettie fica às portas da morte como consequência deste ataque. As Hempstock colocam o corpo de Lettie no oceano e dizem que ela vai descansar aí até ficar pronta para regressar a este mundo. Depois destes acontecimentos, a memória do narrador deste incidente desaparece. Ele fica sem memória de Lettie estar às portas da morte e, em vez disso, passa a acreditar que ela foi para a Austrália.
O livro regressa ao presente onde o narrador fica chocado quando as Hempstock o informam de que aquela não é a primeira vez que ele regressa àquela casa. Ele já a tinha visitado pelo menos duas vezes quando já era adulto e fica implícito que ele também visitou a casa para devolver um gato que ele tinha encontrado durante as suas primeiras aventuras com Lettie. Também é implícito que os "hunger birds" comeram mesmo o coração do narrador, mas o sacrifício de Lettie ressuscitou-o e o seu coração tem crescido aos poucos desde aí. As suas visitas à quinta acontecem porque Lettie quer ver como ele está enquanto ela dorme e se cura. A preocupação do narrador com a falta de memória das visitas anteriores desaparece rapidamente e ele começa a esquecer os acontecimentos do passado mais uma vez, pedindo mesmo às Hempstock que cumprimentem Lettie em seu nome quando ela entrar em contacto com elas a partir da Austrália.

## Desenvolvimento
Neil Gaiman afirmou que os membros da família Hempstock já tinham surgido em obras anteriores, nomeadamente em Stardust e The Graveyard Book. Ele começou a escrever o livro para a sua esposa, Amanda Palmer, e inicialmente este não seria um romance, mas antes um conto. Enquanto escrevia, Neil introduziu elementos que sabia que Amanda iria gostar uma vez que ela "não gosta muito de fantasia". Alguns dos acontecimentos do livro aconteceram na vida real durante a infância do autor. Exemplo disso é o roubo do carro que pertencia ao pai do protagonista: o mesmo aconteceu ao carro do pai de Neil e o ladrão suicidou-se dentro do veículo.

## Prémios e distinções
- 2013 The New York Times Best Seller list, #1 Hardcover Fiction.[5]
- 2013 National Book Awards (Reino Unido), Livro do Ano[6]
- 2013 Kirkus Reviews, Melhores Livros de 2013 (100 tiítulos)[7]
- 2013 Prémio Nebula de Melhor Romance, Nomeado [8]
- 2013 Goodreads Choice Awards, Fantasia
- 2014 Locus Award de Melhor Romance de Fantasia
- 2014 World Fantasy Award de Melhor Romance, Nomeado[9]

## Adaptação ao cinema
Em fevereiro de 2013 a Focus Features comprou os direitos do livro para o levar ao cinema. Tom Hanks será o produtor e Joe Wright o realizador.